# Mnemosyne

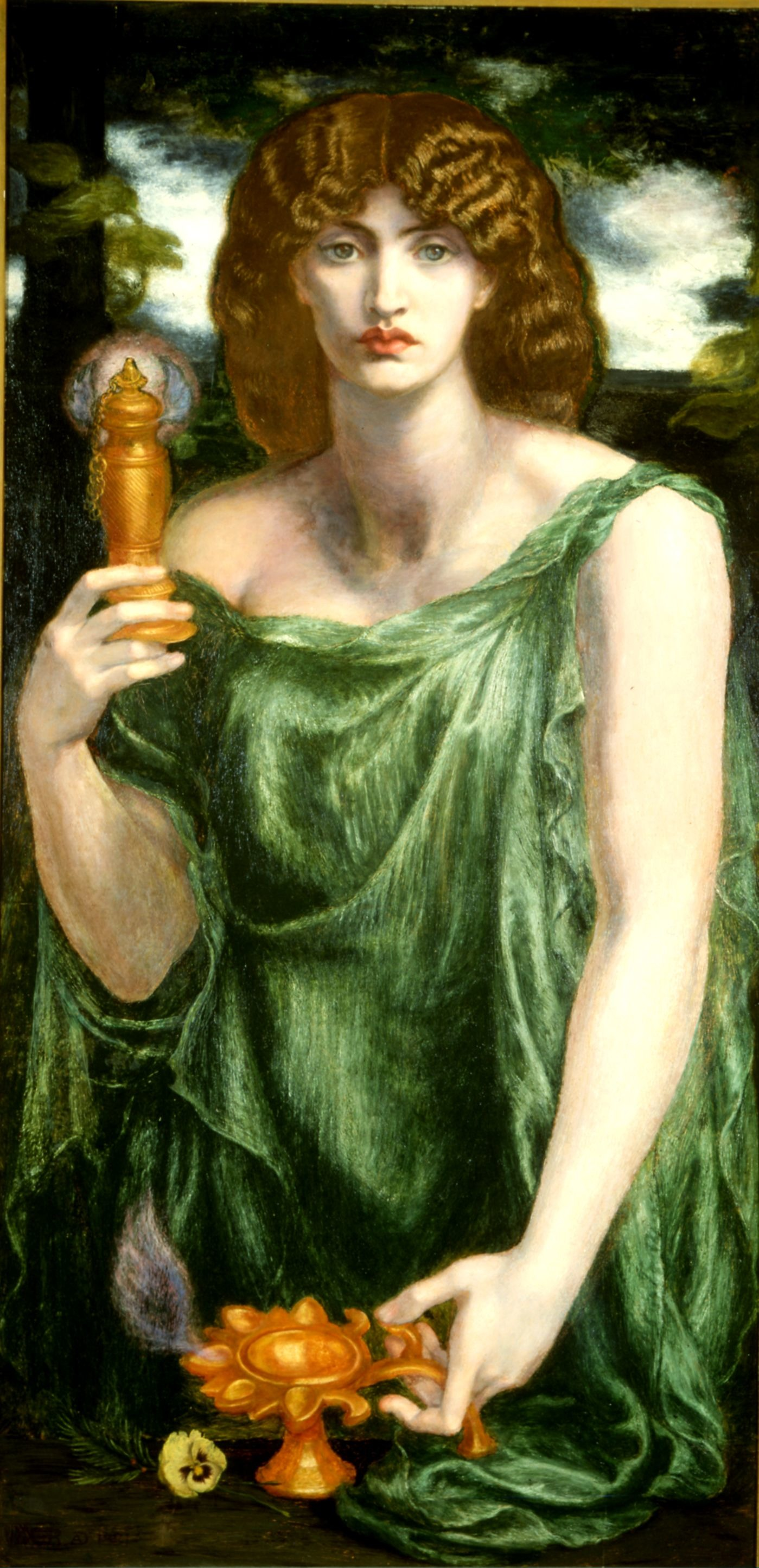
Mnemosyne. Målning av Dante Gabriel Rossetti (1881)

Mnemosyne (grekiska: Mνημοσύνη, Mnēmosýnē, av μνήμη, ”minne”) var i grekisk mytologi minnets gudinna och, som dotter till Uranos och Gaia, en av titanerna. Hon var tillsammans med Zeus förälder till muserna.
Hon var även uppfinnare av språket och orden.